# Parafia Miłosierdzia Bożego w Krukowie
Parafia pw. Miłosierdzia Bożego w Krukowie – parafia rzymskokatolicka należąca do dekanatu Chorzele, diecezji łomżyńskiej, metropolii białostockiej. Erygowana w 1992. Jest prowadzona przez księży diecezjalnych.

## Historia
1 lipca 1992 w Krukowie ustanowiono samodzielny ośrodek duszpasterski. Parafia erygował 29 listopada 1992 biskup łomżyński Juliusz Paetz. Nową jednostkę wydzielił z parafii Zaręby. Parafia w Krukowie jest najmłodszą w gminie Chorzele.

## Kościół parafialny
Murowany kościół pw. Miłosierdzia Bożego zbudowano w latach 1988–1989 dzięki staraniom ks. Krzysztofa Krośnickiego, wikariusza parafii Zaręby. Uwagę zwracają rzeźby kurpiowskie umieszczone w prezbiterium.

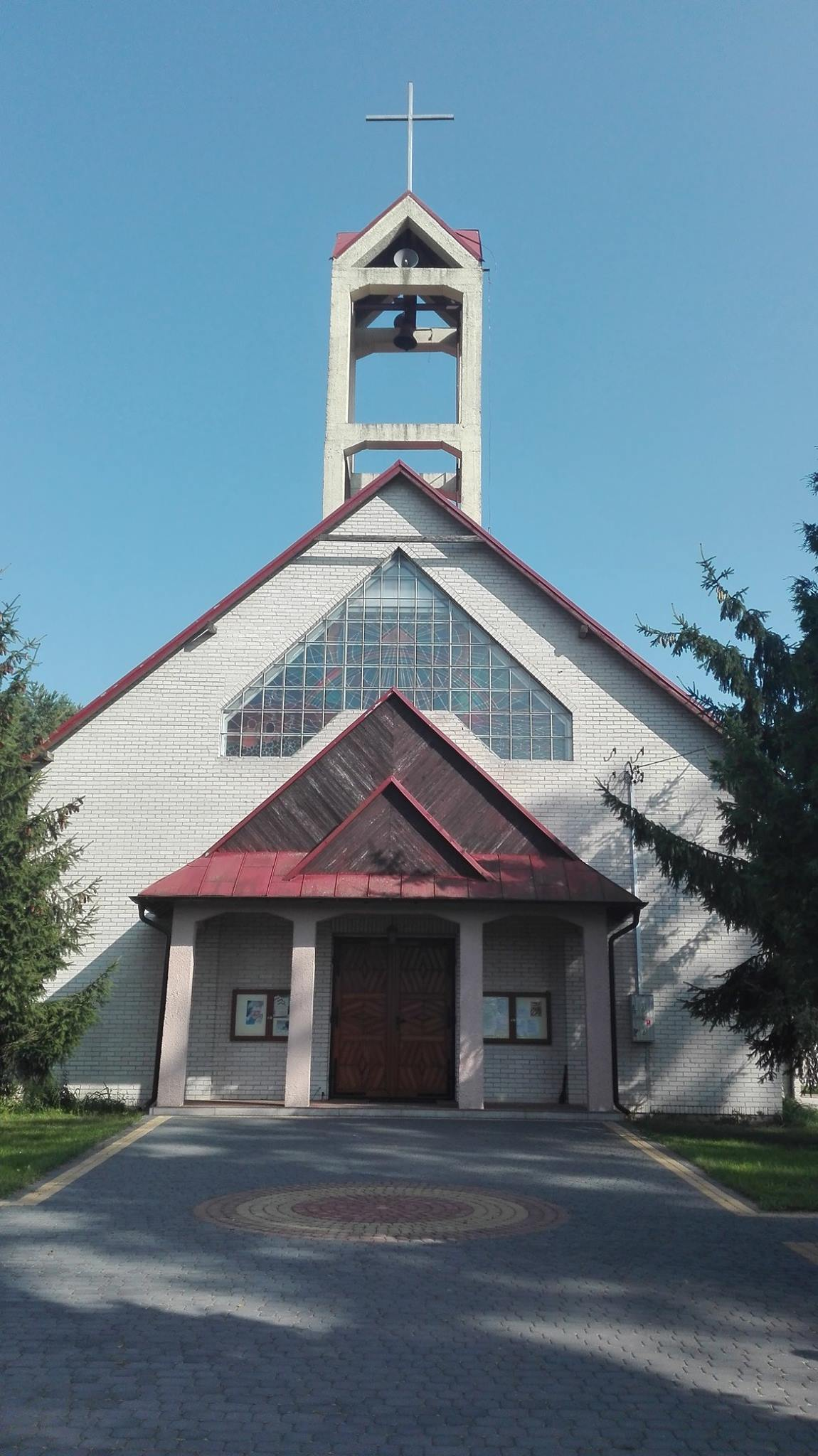
Fronton kościoła
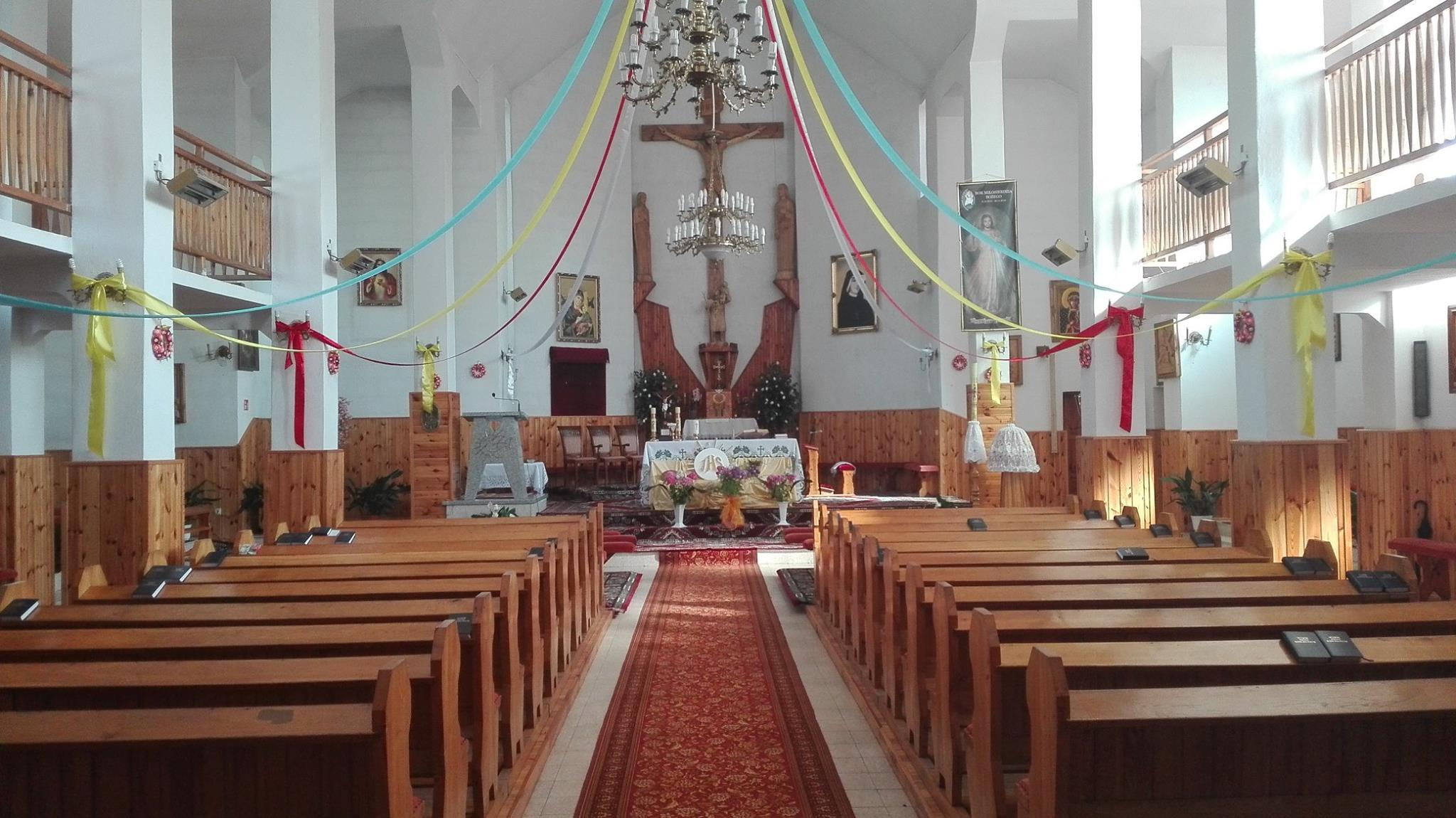
Widok na prezbiterium
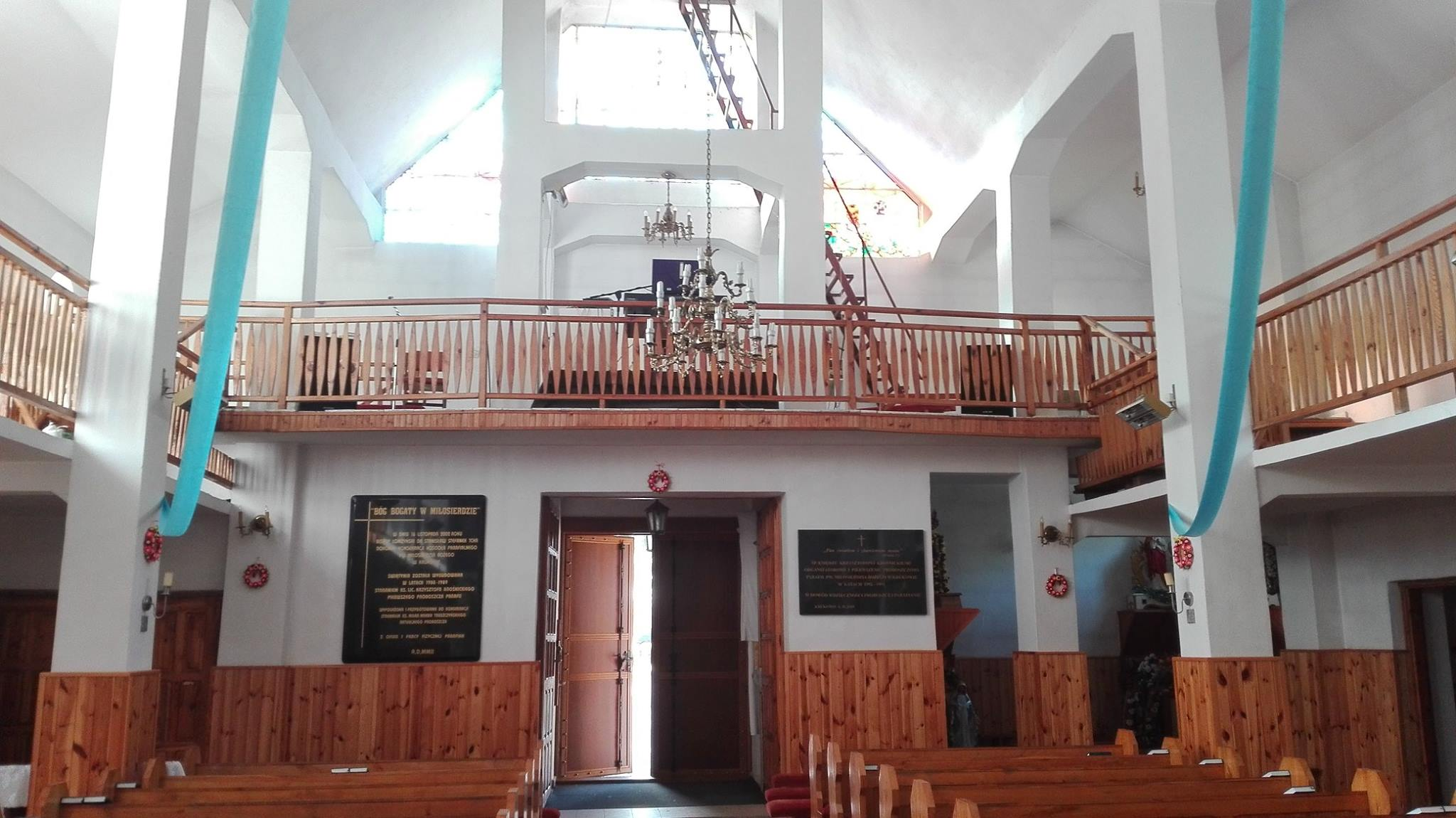
Widok na chór muzyczny
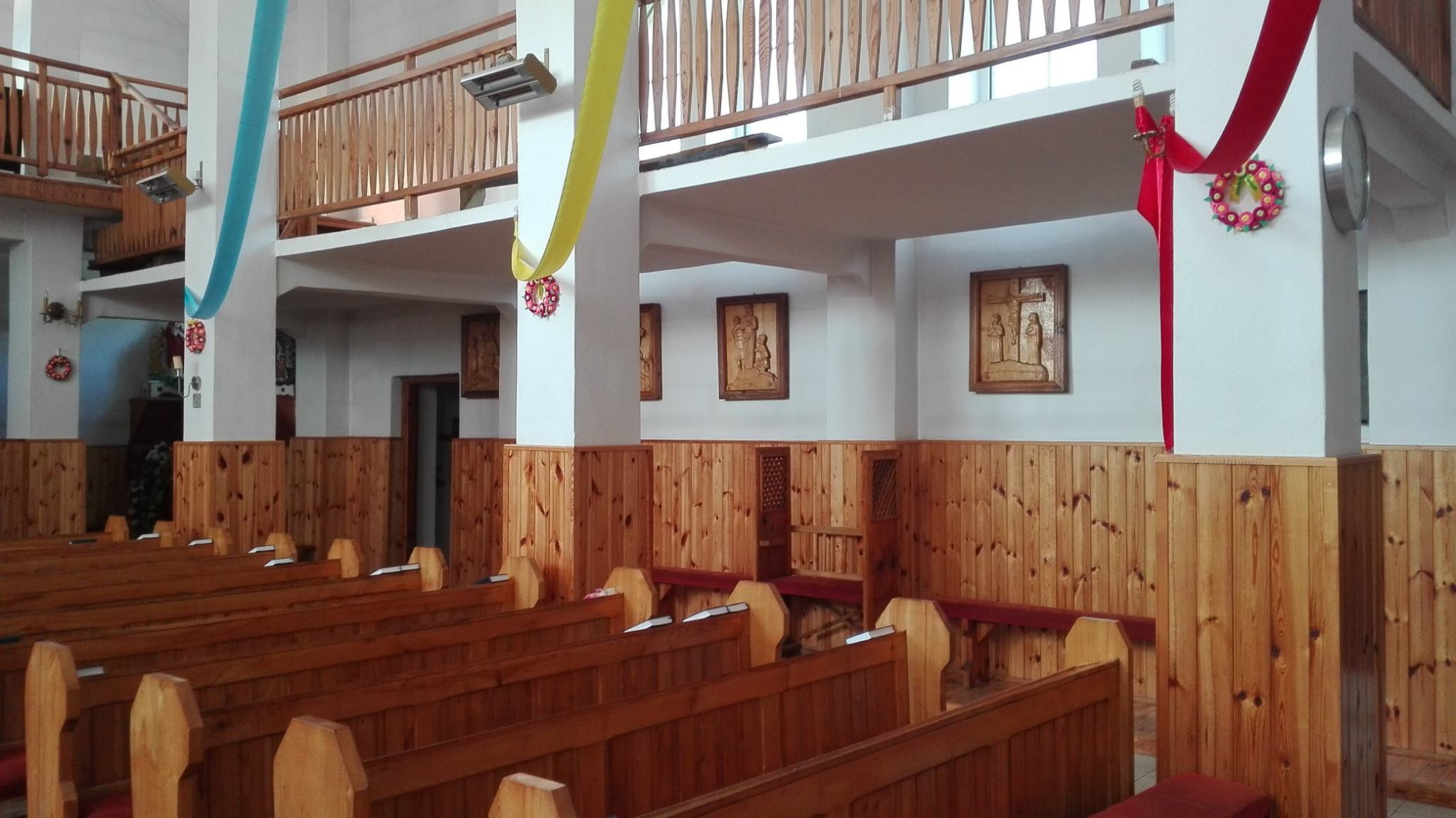
Widok na nawę boczną

## Zasięg parafii
Do parafii należą wierni z miejscowości:
- Krukowo,
- Binduga,
- Nowa Wieś,
- Rzodkiewnica[1].

## Proboszczowie
- ks. Jerzy Prusakiewicz (1993–1995)[3]
- ks. Edward Pilarski (1995–1996)[4]
- ks. Marek Grunwald (2008–2009 administrator, 2009–2019 proboszcz)[5]
- ks. Stanisław Dziękiewicz (administrator w 2019)[6]
- ks. Artur Damiański (2019–2023)[6]
- ks. Piotr Kurkowski (od 2023 administrator)